# 毛廉
毛廉（？—1579年），和名池城親方安棟，琉球第二尚氏王朝政治家、三司官。毛氏池城殿內二世。
嘉靖年間，毛廉接替其父毛龍唫（新城親方安基），擔任三司官職務。1562年（嘉靖四十一年），與另外兩名三司官澤子、馬良詮（浦添親方良憲）奉尚元王之命，於奉神門前創立石欄，並豎立石碑以紀其事。
1569年（隆慶三年）春，以王舅身份，與長史蔡朝器一起出使明朝奉箋、方物，並慶祝明朝冊立皇太子。1579年（萬曆七年），毛廉前往明朝迎接冊封使蕭崇業、謝的船隊，然而迎封船隊在海中因遭遇逆風而失蹤。
其子毛鳳儀（池城親方安賴），後來亦擔任三司官職務。其女真牛金，號梅南，嫁三司官馬良弼（名護親方良豐）。